# Cerro Perito Moreno
El cerro Perito Moreno es un cerro de la cordillera de los Andes ubicado en el departamento Bariloche, provincia de Río Negro, Argentina, cerca de la localidad de Mallín Ahogado y a 25 km al noroeste de El Bolsón. Tiene unos 2294 m s. n. m., posee varios refugios y un centro de esquí y snowboard.
Con sus laderas cubiertas por bosques de lengas y ñires, desde su cima se tiene una visión panorámica de toda la comarca. Desde 2008, el cerro cuenta con 11 kilómetros esquiables distribuidos en 9 pistas.

## Centro de esquí
El incipiente centro de esquí, posee varias pistas de distinta complejidad y medios de elevación modernos. También hay un restaurante, un hostel y un refugio de montaña (con capacidad para 60 personas). En invierno, se dictan cursos, entre ellos uno del Club Andino Piltriquitrón. Las pistas poseen 750 m de desnivel esquiable.
Algunas actividades que son practicadas son: esquí alpino, nórdico, snowboard, montañismo, juegos de nieve, paseos en trineo, senderismo, cabalgatas, ciclismo de montaña, entre otras.